# Велетень (геогліф)
50°48′49″ пн. ш. 2°28′29″ зх. д. / 50.81361° пн. ш. 2.47472° зх. д.

Ескіз геогліфа

«Велетень з Серн-Еббас» (англ. Cerne Abbas Giant), в народі «Грубий чоловік» (Rude Man), — геогліф на схилі пагорба поблизу села Серн-Еббас (Cerne Abbas) на північ від Дорчестера в Дорсеті, Англія.
Розміри зображення 55 метри у висоту і 51 метр у ширину, гігантська постать оголеного чоловіка з ерогованим фалосом і дубиною в руці вирізана на стороні крутого пагорба, і найкраще видно з протилежного боку долини або з повітря. Фігура виведена на пагорбі траншеєю в 12 дюймів (30 сантиметрів) в ширину і приблизно такої ж глибини, яка була зроблена по траві і землі, в результаті чого оголилася крейда. У правій руці гігант тримає палицю 120 футів (37 метрів) в довжину. У 1996 році дослідження показало, що деякі риси фігури змінилися з плином часу — зокрема, гігант спочатку мав плащ, накинутий на його ліву руку, і стояв над відокремленою від тіла головою..
Походження фігури і її вік невідомі. Ранні дослідники пов'язували її з саксонським божеством, хоча ніяких доказів цього не існує. Інші вчені намагалися визначити її як фігуру, що зображає якесь божество бриттів, або римського Геркулеса, або як гібрид двох цих образів. У 1996 році дослідження зміцнило ідентифікацію з Гераклом, який часто зображується з палицею і накинутим на руку плащем, зробленим з шкури Немейського лева.
Перші згадки про фігуру з'являються в середині XVIII століття, і немає ніяких підстав вважати, що геогліфи значно старші. Незважаючи на свій невеликий вік (у порівнянні, скажімо, з Уффінгтонським конем), гігант Сарн-Аббаса став важливою частиною місцевої культури і фольклору, отримавши асоціації з культом родючості.
Одним з найбільш відомих фольклорних повір'їв, вперше записаних в вікторіанську епоху, є легенда про зв'язок фігури з родючістю — жінка, яка засне на фігурі, буде благословлена на плодючість, а якщо засне на зображенні пеніса гіганта — то зможе зцілитися від безпліддя.
|                                                   |                                      | |
| Зображення гіганта на пагорбі поблизу Серн-Аббаса | Траншеї в землі, що формують малюнок | У липні 2007 на сусідній пагорб було нанесено зображення Гомера Сімпсона, зникле під впливом дощів через кілька тижнів. |